# 토미 하퍼
토미 하퍼(영어: Tommy Harper, 1940년 10월 14일~)는 미국의 프로 야구 선수로, 포지션은 외야수와 3루수였다. 1962년부터 1976년까지 메이저 리그 베이스볼(MLB)의 신시내티 레즈, 클리블랜드 인디언스, 시애틀 파일럿츠/밀워키 브루어스, 보스턴 레드삭스, 캘리포니아 에인절스, 오클랜드 애슬레틱스, 볼티모어 오리올스에서 뛰었다.

## 같이 보기
- 30-30 클럽